# 桐生市立清流中学校
桐生市立清流中学校（きりゅうしりつ せいりゅうちゅうがっこう）は、群馬県桐生市東三丁目にある公立中学校である。

## 概要
2009年4月に桐生市立東中学校・桐生市立北中学校・桐生市立菱中学校の3中学校が統合して開校した。校舎・敷地は東中学校のものを使用している。

### 所在地
- 群馬県桐生市東三丁目7番1号

## 歴史
- 2009年4月 - 3中学校が合併し開校。

## 学区
- 本町1丁目 - 3丁目[1]
- 横山町
- 本町4丁目70番地 - 95番地
- 本町5丁目38番地 - 69番地
- 本町6丁目1番地 - 37番地
- 仲町1丁目 - 3丁目
- 高砂町
- 旭町
- 泉町
- 川岸町
- 東1丁目 - 7丁目
- 東久方町1丁目 - 3丁目
- 西久方町1丁目 - 2丁目
- 天神町1丁目 - 3丁目
- 平井町
- 菱町1丁目 - 4丁目と5丁目の一部

## 周辺
- 桐生市立東小学校
- 桐生倶楽部
- 桐生川